# Jurassic Park Interactive
Jurassic Park Interactive è un videogioco action/puzzle del 1994, pubblicato da Universal Interactive esclusivamente su 3DO. Nella breve vita della console, questo fu uno dei titoli di maggiore successo.

## Modalità di gioco
Lo scopo del gioco è localizzare vari personaggi del film e portarli in aree differenti. Il giocatore controlla una jeep e deve muoversi lungo Isla Nublar. Raggiunto uno di questi personaggi si passa ad un gampelay differente, che può essere un'action in prima persona (in cui si scappa dai Velociraptor in un edificio, si spara ai Dilophosaurus nella foresta con una pistola elettrica, o si fugge da un Tyrannosaurus rex in jeep), un'action a scorrimento (in cui si controlla un microchip e bisogna distruggere tutti i floppy disk nello schermo) o un puzzle (con meccaniche simili a Super Glove Ball). Il gioco ha un tempo limite entro il quale bisogna trasferire i personaggi, altrimenti sarà Game Over. Il numero di personaggi da raggiungere e spostare varia in base al livello di difficoltà.

## Accoglienza
Il gioco ricevette critiche miste. Ad esempio, Famicom Tsūshin gli assegnò come voto 22/40, mentre Electronic Gaming Monthly 9/10.